# توشكى الجديدة
توشكى الجديدة هي مدينة مصرية جديدة من مدن الجيل الرابع، تقع في منطقة توشكى بمحافظة أسوان، وتتبع إدارياً هيئة المجتمعات العمرانية الجديدة، أنشأت بقرار رئيس جمهورية مصر العربية رقم 199 لسنة 2000، والمعدل بقرار رئيس الجمهورية رقم 268 لسنة 2006،
تقع توشكى الجديدة جنوب شرق طريق أسوان – أبو سمبل ومزرعة الوليد بن طلال وشمال ترعة الشيخ زايد. وتبعد المدينة 55 كم من الساحل الغربي من بحيرة السد العالي و 90 كم من مدينة أبو سمبل.

## المخطط العام
توشكى الجديدة تتكامل مع القرى الريفية المحيطة بمشروع توشكى، تستوعب 80,000 نسمة وتوفر 30,000 فرصة عمل. وتضم المدينة خدمات وأنشطة ترفيهية مختلفة وصناعات خفيفة ووسائل للتصنيع الزراعي، تبلغ مساحة توشكى الجديدة 2973 فدان، عدد الوحدات 612 وحدة ضمن مشروع الإسكان المتوسط بتكلفة 275 مليون جنيه، تتراوح مساحات الأراضي الخدمية والاستثمارية في توشكى الجديدة من 252 متر مربع إلى 113,400 متر مربع، كما تتراوح أسعار الأراضي في توشكى الجديدة من 32,700 إلى 10,860,000 جنيه.
تم تنفيذ المرحلة الأولى من توشكى الجديدة بتكلفة 500 مليون جنيه لتستوعب 17,000 نسمة و 1000 وحدة سكنيةـ وتم حفر 25% من الطرق والصرف الصحي في توشكى الجديدة، تم البدء في تنفيذ أول عمارات الإسكان في توشكى الجديدة، تم إنشاء 1019 وحدة سكنية كما تم الانتهاء من 612 وحدة من الإسكان الاجتماعي.

## الخدمات
- مسجد بتكلفة 5.5 مليون جنيه.
- وحدة صحية بتكلفة 5.5 مليون جنيه.
- مركز تجاري بتكلفة 25 مليون جنيه.
- مدرسة بتكلفة 6 ملايين جنيه.
- محطة مياه بتكلفة 31 مليون جنيه.
- مدرسة تعليم أساسي وحضانة.[1]

## البنية التحتية

### المياه والصرف الصحي
مياه جوفية يتراوح عمق المياه بين 50/80م في طبقة يبلغ سمكها 140-200 متر ذات إنتاجية متوسطة وملوحة حوالي 200 مجم /لتر، ومياه سطحية تعتبر التفريعة الشمالية لترعة الشيخ زايد أو دليل الفرع (1 ، 2 ) ، هي مصدر دائم وملائم للمياه السطحية للمدينة، وتقدر كمية المياه المطلوبة للمدينة بحوالي 750 ل/ث عند سنة الهدف تصمم على أساس 3 مراحل .
يتم تجميع الصرف الصحى للمدينة على محطتي رفع ومنها بواسطة خطوط طرد إلى محطة المعالجة التي تستخدم طريقة بحيرات الأكسدة الطبيعية . ويتم إنشاء محطة معالجة على أربعة مراحل متماثلة وتقدر الكمية الإجمالية للتصرف التصميمي بحوالي 34640 م3/ يوم والمساحة الإجمالية المتوقعة لمحطة المعالجة 264 فدان .

### الكهرباء والاتصالات
تقدر احتياجات مدينة توشكى الجديدة من القدرة الكهربائية  حوالى 50 م . ف . أ حتى نهاية مرحل النمو . ومصادر الطاقة الجديدة والمتجددة ( طاقة شمسية – طاقة الرياح – البيوجاز) .
تقدر الاحتياجات المستقبلية للمدينة سنة الهدف 30640 خط تليفون، 1560 دائرة تراسل وتستخدم الألياف الزجاجية الضوئية كوسيط تراسلي .

### المخلفات الصلبة
تقدر كمية المخلفات الصلبة للمدينة عند سنة الهدف بحوالي 320 م3/يوم (أي 320 × 250 =  80 طن/يوم)، والنظام المقترح للتخلص من المخلفات الصلبة هو الردم الصحي ويحتاج مساحة قدرها 76 فدان .